# Brevipalpus zhenzhumeis
Brevipalpus zhenzhumeis är en spindeldjursart som beskrevs av Ma och Yuan 1982. Brevipalpus zhenzhumeis ingår i släktet Brevipalpus och familjen Tenuipalpidae. Inga underarter finns listade.